# Ere di Myst IV: Revelation
Quella che segue è una lista delle Ere visitate nel gioco di Myst IV: Revelation.

## Tomahna
La casa di Atrus e Catherine. In realtà è solo una piccola parte dell'Era di D'ni.

## Rifugio
| Creature:    | Karnak, Dan'ni, Camoudile,Zeftyr, Mangree, e altri animali, comprese varie specie di pesci                                                                     |
| Geografia:   | Una grossa isola con al centro un lago, colpita da raffiche di vento e circondata da un mare in perenne movimento; protetta dalle onde da una cintura rocciosa |
| Abitanti:    | Nessuno nativo; abitata da Achenar durante la sua prigionia |
| Vegetazione: | Piante e alberi tropicali, alta erba, savana, muschi e un ambiente paludoso                                                                                    |
| Scritta da:  | Atrus |

Rifugio è un'Era boscosa alquanto lussureggiante. È l'Era prigione di Achenar. Quelli che appaiono come creature simili a dinosauri abitano le zone interne di questo mondo coperto da giungle. L'ingresso principale era costituito da una grande nave a vela schiantatasi sugli scogli, ora semi-distrutta e disposta verticalmente sulla spiaggia. Un nuovo punto di ingresso era stato costruito, separato dal resto dell'Era da una gabbia infrangibile in Nara, di modo che Atrus e la sua famiglia potessero visitare l'Era, ma Achenar non potesse uscirne.
Durante la sua permanenza, Achenar dovette confrontarsi con le forme di vita selvagge di Rifugio per sopravvivere, e con animali che spesso gli rubavano il cibo raccolto o lo attaccavano. Egli costruì una casa nel centro della laguna in mezzo alla giungla, e vari punti di osservazione.
Lo Straniero, esplorando l'Era dopo la fuga di Achenar, impara a conoscere le creature e dell'ecosistema di Rifugio, e, esplorando le costruzioni di Achenar, trova il primo elemento per sventare il piano che i due figli di Atrus avevano progettato.
Questa era l'Era originariamente visibile attraverso il Libro Blu nella Libreria di Myst nel gioco originale, sebbene solo la figura di Achenar fosse riconoscibile.

## Pinnacolo
| Creature:    | Nessuna conosciuta |
| Geografia:   | Altissime torri in pietra e cristallo che spuntano da una coltre formata da vari strati di nubi che si perdono in basso; rocce volanti fluttuano tra le guglie |
| Abitanti:    | Nessuno; abitato da Sirrus durante la sua prigionia |
| Vegetazione: | Un tipo di piante con baccelli, e alcuni muschi |
| Scritta da:  | Atrus |

Pinnacolo era l'Era-prigione di Sirrus. è costituita da un altissimo pinnacolo di roccia e cristallo circondato da vari strati di nubi, con peculiari condizioni atmosferiche. Questa era una delle due Ere-prigione scritte da Atrus per imprigionarvi i figli; in seguito dotato anch'esso, come Rifugio, di una camera di collegamento in cima alla guglia più alta.
La stessa geografia di Pinnacolo è alquanto sorprendente: le "montagne" in verità paiono fluttuare a mezz'aria grazie ad una strana proprietà elettromagnetica dei materiali principali di Pinnacolo. Pinnacolo non sembra avere in realtà alcun terreno stabile visibile: scendendo sotto il secondo strato di nubi è visibile una strana sorgente di energia color verde, dalla quale si sprigiona lo strano campo energetico che permea l'Era.
Sirrus ha costruito con tempo varie invenzioni, tra le quali una Nave scavata nella roccia: un veicolo fluttuante che, per mezzo di un delicato ed equilibrato utilizzo dei campi elettromagnetici di appositi relè, permette di raggiungere le guglie vicine. Tra le altre c'è da menzionare la sua Sedia-Ragno e il Grande Strumento, un enorme dispositivo che, incanalando l'energia elettromagnetica in onde sonore, e giocando con le frequenze di risonanza dei cristalli di Pinnacolo, permette di far saltare la struttura di rocce selezionate: con la Fabbrica delle Bombe è possibile creare cristalli, naturalmente capaci di immagazzinare elettricità, con energia sufficiente a frantumare vari materiali.
Lo Straniero, visitando Pinnacolo dopo la fuga di Sirrus, che ha fatto saltare la camera di collegamento e ha ottenuto l'accesso al libro per Tomahna, impara ad utilizzare questa forma di energia per scoprire la combinazione segreta utilizzata da Sirrus per bloccare l'accesso al rifugio segreto su Serenia.
Questa era l'Era originariamente visibile attraverso il Libro Rosso nella libreria di Myst nel gioco originale, sebbene solo la figura di Sirrus fosse visibile.

## Serenia
| Creature:    | Farfalle e pesci |
| Geografia:   | Una zona di pietra coperta da alte colonne di roccia con alcuni promontori sul mare, e una serie di terrazzamenti; varie isole di roccia chiara al di là di un tranquillo mare, o vasto lago |
| Abitanti:    | Popolazione umana, distribuita in villaggi e sorellanze, e alcuni strani spiriti della natura                                                                                                |
| Vegetazione: | Piante tropicali, muschi, e grossi fiori noti come Camere della Memoria |
| Scritta da:  | Catherine |

Serenia è un'Era di antiche strutture in pietra. La sua popolazione usa un grosso fiore sull'isola per catturare i ricordi di una persona e preservarli dopo la sua morte. Atrus ritiene che il "fiore" sia un fungo che assorbe ricordi "morti" e li trasferisce in globi di immagazzinamento che crescono sott'acqua. La popolazione di Serenia si affida a Spiriti Guida per visitare il loro Mondo dei Sogni, dove i ricordi dei vecchi abitanti vengono condivisi con i viaggiatori.
Qui Sirrus e Achenar si accordarono su un piano per catturare loro padre e sottrargli i ricordi per impossessarsi della conoscenza dell'Arte. A tale scopo, decisero di mandare loro madre su Riven. In seguito, Achenar scoprì che Sirrus voleva fare lo stesso con lui, e abbandonò il piano. Entrambi finirono poi intrappolati nei libri-prigione scritti da Atrus.
Anni dopo, Yeesha, durante uno dei suoi viaggi sull'Era, ricevette uno speciale amuleto che permetteva di percepire le memorie più prominenti di un dato luogo. Quando Yeesha perdette l'amuleto mentre sfuggiva ai fratelli che la inseguivano per catturarla, questo finì nelle mani dello Straniero, che lo userà per scrutare nei piani di Sirrus e Achenar.
Nuovamente liberi, i fratelli rapirono Yeesha e decisero di impossessarsi del suo corpo per arrivare al padre, ma lo Straniero, con l'aiuto di Achenar che si sacrificò per salvare la vita alla sorellina, riuscì a liberarla, intrappolando Sirrus a vagare nel mondo dei ricordi.

## Reeleshan
Releeshahn, la nuova casa degli D'ni, è menzionata ma non visitata.

## Rime
L'Era di Rime è il posto dove Atrus si reca per riparare il Visore di Cristallo nel suo studio, ma dove rimarrà intrappolato per il resto del gioco a causa di una tempesta di neve.